# Hesperantha hantamensis
Hesperantha hantamensis là một loài thực vật có hoa trong họ Diên vĩ. Loài này được Schltr. ex R.C.Foster miêu tả khoa học đầu tiên năm 1948.